# Seznam finskih biatloncev
Seznam finskih biatloncev.

## A
- Pirjo Aalto
- Timo Antila

## E
- Mari Eder
- Harri Eloranta

## F
- Jenny Fellman
- Henrik Flöjt

## G
- Tuomas Grönman

## H
- Matti Hakala
- Veikko Hakulinen
- Tuomas Harjula
- Vesa Hietalahti
- Olli Hiidensalo
- Katja Holanti

## I
- Heikki Ikola
- Otto Invenius
- Tuukka Invenius

## J
- Arto Jääskeläinen
- Erika Jänkä

## K
- Jarkko Kauppinen
- Outi Kettunen
- Nastassia Kinnunen
- Mikael Koivunen

## L
- Sanna Laari
- Heikki Laitinen
- Mari Lampinen
- Erkki Latvala
- Venla Lehtonen
- Mikko Loukkaanhuhta

## M
- Meri Maijala
- Kaisa Mäkäräinen
- Suvi Minkkinen

## N
- Anita Nyman

## O
- Sami Orpana

## P
- Olli-Pekka Peltola
- Sanna-Leena Perunka
- Tapio Piiponen
- Paavo Puurunen

## R
- Ville Räikkönen
- Jaakko Ranta
- Eevamari Rauhamäki
- Mauri Röppänen

## S
- Esko Saira
- Eija Salonen
- Tero Seppälä
- Tuija Sikiö
- Annukka Siltakorpi
- Juhani Suutarinen

## T
- Tiia-Maria Talvitie
- Keijo Tiitola
- Ahti Toivanen
- Laura Toivanen

## V
- Tuija Vuoksiala